# Epitonium tokyoense
Epitonium tokyoense is een slakkensoort uit de familie van de Epitoniidae. De wetenschappelijke naam van de soort is voor het eerst geldig gepubliceerd in 1930 door Kuroda.